# 汪达尔语

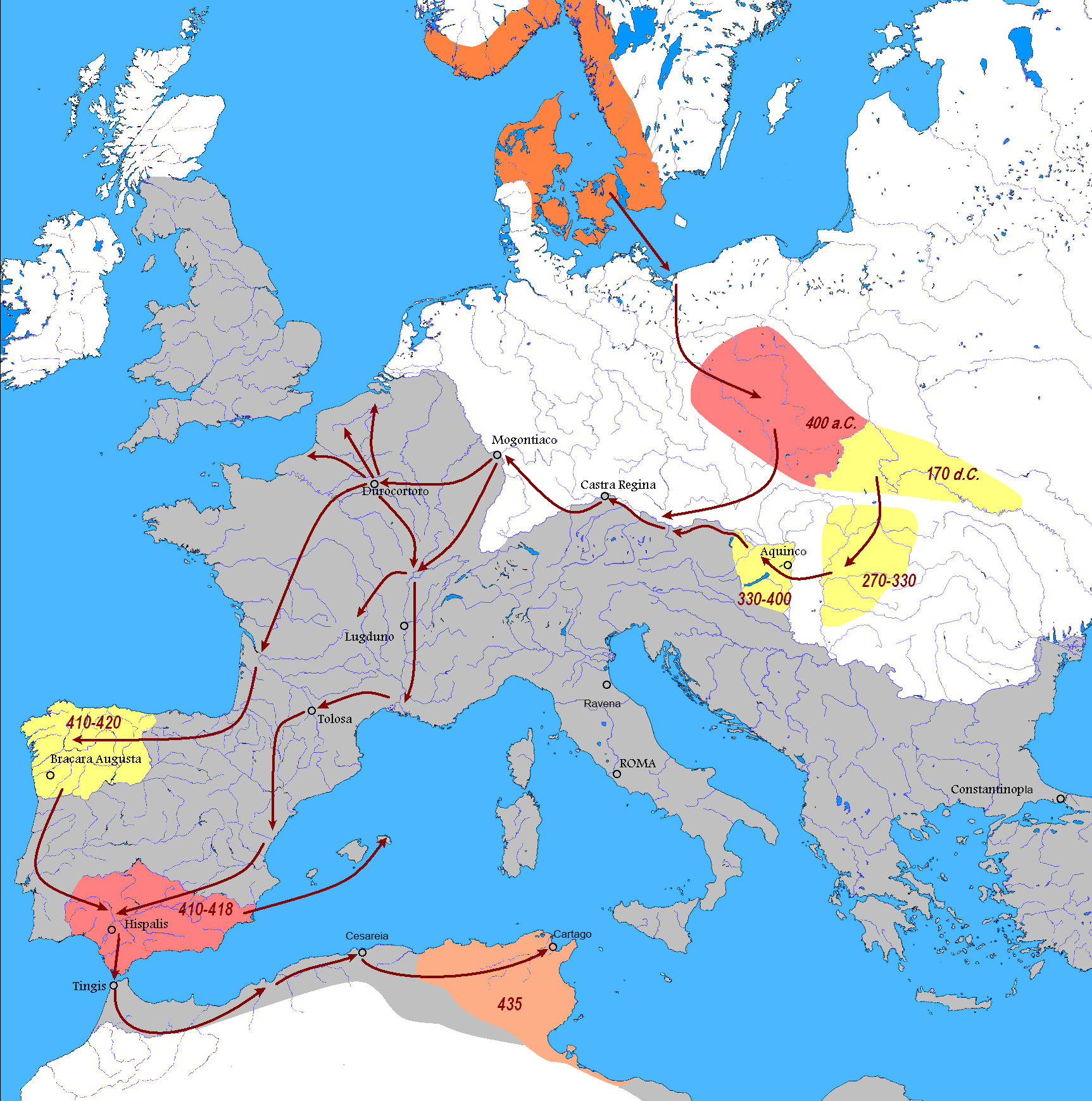
民族大迁徙时的汪达尔人。

汪达尔语是由汪达尔人于3至6世纪使用的日耳曼语族下属语言。它可能接近于哥德语，并且因而被分类至东日耳曼语支下。因为汪达尔人经常迁徙和早先不进行写作等原因，关于汪达尔语的证据明显残缺。在所有现代信息来源中，汪达尔语都使用于原史时代。